# Musca pattoni
Musca pattoni este o specie de muște din genul Musca, familia Muscidae, descrisă de Austen în anul 1910. Conform Catalogue of Life specia Musca pattoni nu are subspecii cunoscute.